# Descarga uretral
La descarga uretral es la salida involuntaria de una secreción, de diversas características, a través del meato urinario masculino. No es una enfermedad específica sino más bien un síntoma o signo común a diversas enfermedades. 

## Clasificación
La descarga uretral puede clasificarse según el trastorno que la produce:
- Uretritis infecciosa
  - Uretritis gonocócica
  - Uretritis no gonocócica
- Uretritis no infecciosa

Algunos autores diferencian entre uretritis posgonocócica y uretritis inespecífica

## Epidemiología
Pese a ser uno de los síntomas más claros de presencia de infección de transmisión sexual (ITS), en la mayoría de los países de Latinoamérica son pocos los estudios epidemiológicos específicos. En Perú se encontraron un 2,6% de casos de descarga uretral en una encuesta sobre síntomas sexuales. En el Reino Unido se ha encontrado una tasa de incidencia estimada de 202.4 casos/100.000 habitantes.

## Causas
El síntoma de la descarga uretral puede estar asociado, de acuerdo a su clasificación, con los siguientes cuadros clínicos:
- Uretritis infecciosa:
  - Uretritis gonocócica: presencia de Neisseria gonorrhoeae, una bacteria Gram-negativa intracelular.
  - Uretritis no gonocócica: presencia de infección en la uretra por parte de diversos microorganismos, como Chlamydia trachomatis, Ureaplasma urealyticum, Trichomonas vaginalis, Herpes simplex y otros. Janier y col. añaden otros microorganismos como Gardnerella vaginalis, Mycoplasma hominis, Candida albicans, etc.
- Uretritis no infecciosa.

Algunos cuadros traumáticos, sobre todo relacionados con traumatismo cerrado de órganos como la uretra, la próstata y los testículos. Sin embargo, también se ha señalado que el cese de la actividad sexual puede ser causa de descarga uretral, desapareciendo al reiniciarse la función sexual.

## Patogenia
La presencia de secreción uretral (sea este un exudado o un trasudado) indica la existencia de un proceso inflamatorio de las capas tisulares del tracto urinario-reproductivo del varón. Este proceso inflamatorio puede tener varias causas, como se señaló en la sección de etiología.
La inflamación es la respuesta del organismo frente a una agresión, y se caracteriza por la presencia de un edema que permite la salida de líquido extracelular hacia la luz del tracto urinario, un líquido que a su vez se mezclará con los otros componentes celulares que acompañan al proceso, de acuerdo a su etiología. Así, en un proceso infeccioso, la presencia de bacterias y leucocitos conllevará la observación de pus, si hay daño del epitelio (como en un traumatismo) se observará sangre, etc.

## Cuadro clínico
El cuadro clínico de la descarga es la presencia de un signo uretral

## Diagnóstico
El diagnóstico se realiza al observar la presencia de secreción a través del meato urinario. Se deben establecer las características de esta secreción, ya que ello puede ayudar a determinar la etiología.
Así, la secreción puede ser:
- Purulenta: principalmente en infecciones de transmisión sexual como la gonorrea.
- Muco-purulenta: similar al anterior, más probable con clamidiasis.
- Serosa: propia de procesos inflamatorios, inespecífica.
- Sero-sanguinolenta: más probable con cuadros traumáticos.

Durante el diagnóstico es importante la anamnesis, ya que permitirá establecer el antecedente de contacto sexual (para determinar una probable ITS), el antecedente de traumatismo, ya sea por impacto, manipulación instrumental (catéter, cirugía, etc.), o un cuadro urinario sospechoso.

## Diagnóstico diferencial
El diagnóstico diferencial de la etiología de la descarga uretral se realiza mediante los siguientes exámenes:
- Tinción de Gram de la secreción.
- Cultivo de la secreción, útil en la gonorrea.
- Utilización de pruebas específicas: ELISA, PCR, LCR, hibridación de material genético, etc.

## Tratamiento
El tratamiento se administra de acuerdo al agente etiológico hallado en el diagnóstico. Sin embargo, dado que son las ITS las enfermedades más frecuentes en presentar descarga uretral, se recomienda tratar la misma mediante la utilización de dos antibióticos: ceftriaxona y azitromicina en una sola dosis (manejo sindrómico).

## Pronóstico
Favorable si se cumple el tratamiento. En el caso de ITS es aconsejable solicitar consejo para el cambio de conductas sexuales de riesgo.

## Profilaxis
- Cambio de conductas sexuales.
- Utilización de preservativos.